# Janine Sonis
Janine Sonis-Beckie (Highlands Ranch, 20 augustus 1994) is een voetbalspeelster uit Canada. Ze speelt als aanvaller voor Racing Louisville FC in de NSWL. Tot 2024 speelde ze onder haar geboortenaam Janine Beckie.

## Clubcarrière
Sonis begon haar carrière in de jeugd bij Real Colorado en studeerde bij Texas Tech Red Raiders voordat ze overstapte naar de jeugdopleiding van Houston Dash. Op 8 februari 2016 maakte ze officieel de overstap naar het eerste elftal. Op 16 april 2016 maakte ze haar debuut en haar eerste doelpunt voor de club in een wedstrijd tegen de Chicago Red Stars
Op 18 januari 2018 maakte Sonis de overstap naar Sky Blue FC. Hier kwam ze niet verder dan 15 wedstrijden.
Op 9 augustus 2018 tekende Sonis een contract bij Manchester City. Voor deze club maakte ze in haar eerste seizoen 8 doelpunten in 15 wedstrijden en won ze de EFL Cup en FA Cup. In het seizoen 2019-2020 maakte Sonis haar debuut in de Champions League waarin ze meteen een hattrick maakte. Sonis speelde tot 2022 bij Manchester City totdat haar contract hier afliep.
In april 2022 werd bekend dat Sonis terugkeerde naar de Verenigde Staten om te gaan spelen voor Portland Thorns FC. Hier tekende ze een driejarig contract. In maart 2023 liep Sonis een kruisbandblessure op waardoor ze de rest van 2023 niet meer aan voetballen zou toekomen.
Op 21 augustus 2024 maakte Portland Thorns FC bekend dat Sonis vertrok naar competitiegenoot Racing Louisville FC zodat Reiley Turner de omgekeerde weg kon bewandelen. Ze tekende een tweejarig contract bij Racing Louisville tot aan het einde van het seizoen 2026.

## Statistieken
| Seizoen | Club                 | Land             | Competitie                     | Wedstrijden | Doelpunten |
| ------- | -------------------- | ---------------- | ------------------------------ | ----------- | ---------- |
| 2016    | Houston Dash         | Verenigde Staten | NSWL                           | 14          | 3          |
| 2017    | Houston Dash         | Verenigde Staten | NSWL                           | 24          | 2          |
| 2018    | Houston Dash         | Verenigde Staten | Sky Blue FC                    | 15          | 0          |
| 2018/19 | Manchester City      | Engeland         | FA Women's Super League        | 10          | 1          |
| 2019/20 | Manchester City      | Engeland         | FA Women's Super League        | 14          | 0          |
| 2020/21 | Manchester City      | Engeland         | FA Women's Super League        | 14          | 4          |
| 2021/22 | Manchester City      | Engeland         | FA Women's Super League        | 11          | 1          |
| 2022    | Portland Thorns FC   | Verenigde Staten | National Women's Soccer League | 19          | 0          |
| 2023    | Portland Thorns FC   | Verenigde Staten | National Women's Soccer League | 0           | 0          |
| 2024    | Portland Thorns FC   | Verenigde Staten | National Women's Soccer League | 16          | 3          |
| 2024    | Racing Louisville FC | Verenigde Staten | National Women's Soccer League | 10          | 1          |
| 2025    | Racing Louisville FC | Verenigde Staten | National Women's Soccer League | 3           | 0          |
| Totaal  | Totaal               | Totaal           | Totaal                         | 150         | 15         |

Laatste update: 9 april 2025

## Interlandcarrière
Sonis maakte haar debuut voor het Canadese nationale team op 26 november 2014 in een 1-1-gelijkspel tegen Zweden door in de rust in te vallen.
Sonis zat bij de selectie voor de Olympische Zomerspelen 2016 waar ze met Canada een bronzen medaille wist te behalen. 
Sonis zat ook bij de selectie voor het Wereldkampioenschap voetbal vrouwen 2019. Hierin werd Canada uitgeschakeld in de achtste finales tegen Zweden.
In 2021 werd Sonis ook geselecteerd voor de Olympische Zomerspelen 2020 waar Canada een gouden medaille wist te behalen door Zweden in de finale na penalty's te verslaan. Sonis was belangrijk door twee keer te scoren in het groepsduel tegen Chili.

## Persoonlijk
De broer van Sonis, Drew Beckie, is eveneens voetbalspeler bij Atlético Ottawa. Ze is medeoprichter van de League1 Ontario club Simcoe County Rovers FC.
In september 2023 kondigde ze aan te gaan trouwen met Ethan Sonis. Het koppel trouwde in december 2024. Sindsdien komt ze niet meer met uit met 'Beckie' op haar shirt, maar merk 'Sonis'.